# Marlène (prénom)
Pour les articles homonymes, voir Marlène.
Marlène est un prénom féminin.

## Origine et fête du prénom
Le prénom Marlène est issu du terme grec "magdala" que l’on peut traduire par "haute tour". Il est donc un prénom d'origine grecque.
Marlène est aussi dans une acceptation récente la contraction des prénoms Marie-Hélène ou de Marie-Madeleine.
La fête des Marlène est le 22 juillet.

## Variantes
- allemand : Marlene, Marleen
- anglais : Marlene, Marla
- danois : Marlene
- espagnol : Marlene
- hongrois : Marléne
- italien : Marlena
- néerlandais : Marleen
- polonais : Marlena
- portugais : Marlena
- suédois : Marlene

Le nom peut être écrit de plusieurs façons. Internationalement, Marlène est très répandu et on le retrouvera plutôt sans accent, c'est un prénom très courant en Amérique du Sud.

## Personnalités
Pour les articles sur les personnes portant ce prénom, consulter les listes générées automatiquement pour Marlène, Marlene, Marleen ou Marlena. Notamment :
- Marlène Bertin, réalisatrice française de télévision ;
- Marlène Blin, journaliste française ;
- Marlene Dietrich, née Maria Magdalene Dietrich, actrice et chanteuse allemande ;
- Marlene Dumas, artiste sud-africaine ;
- Marlène Duval, candidate de la deuxième saison de Loft Story ;
- Marlene Elejalde, athlète cubaine ;
- Marlene Favela, actrice mexicaine ;
- Marlene Jennings, personnalité politique canadienne ;
- Marlène Jobert, actrice française ;
- Marlène Laruelle, historienne française ;
- Marlene Mathews, athlète australienne ;
- Marlène Mourreau, alias Marlène, présentatrice de télévision et de radio ;
- Marlène Petit, coureuse cycliste française ;
- Marlène Prat, grimpeuse française ;
- Marlène Schiappa, femme politique française ;
- Marlene Van Niekerk, écrivaine sud-africaine.